# Ніклас Герлін
Ніклас Герлін (фін. Niklas Kustaa Harald Herlin 18 грудня 1963, Кіркконуммі, Фінляндія — 8 жовтня 2017, Ніцца, Франція) — фінський журналіст, видавець, письменник і підприємець. 

## Життєпис
Засновник і голова правління видавництва "Teos", видавець мережевої газети "Uusi Suomi". Член правління і другий за величиною співвласник медіа-холдингу "Alma Media". 
На початку кар'єри працював у банківській галузі, володів великим пакетом акцій концерну "Kone", але відмовився від більшої частини акцій в результаті суперечки з братом Антті Герліном. Був також одним із власників компанії "Cargotec". 
З 1987 по 2001 працював журналістом, був начальником відділу новин у фінських періодичних виданнях — "Kauppalehti" (1987 — 1996), "Suomen Kuvalehti" і "Iltasanomat" (1997 — 2001). 
Після цього обіймав посади позаштатного журналіста в різних виданнях, публікував книги і вів особистий блог у виданні "Uusi Suomi". 
Помер раптово 8 жовтня 2017 у Ніцці.

## Родина
- Батько — Пекка Герлін (1932 — 2003) колишній директор концерну "Kone".
- Брат — Антті Герлін (нар. 1956), голова ради директорів концерну "Kone"
- Був у розлученні і мав двох дітей.